# Proculphus
Proculphus war nach Prohorius der zweite Bischof von Krakau im 10. Jahrhundert.
Er wurde in einer Liste der Bischöfe von Krakau in den Annalen des Domkapitels Krakau von 1267 genannt, des Weiteren in einem Katalog aus der Mitte des 14. Jahrhunderts, wo seine Ordination auf 986 datiert wird. Amtszeit und Umstände seines Amtes sind umstritten. 
Nach Piotr Biliński amtierte er von 986 bis 1014, also in der Zeit der Eroberung Krakaus durch die Piasten Großpolens. Die Überschneidung mit der Amtszeit des lateinischen Bischofs Poppo ab spätestens dem Jahr 1000 wird mit dem kirchenslawischen Hintergrund des vermutlich griechischstämmigen Proculphus erklärt.
Nach Józef Widajewicz waren sowohl Prohorius wie auch Proculphus griechische Mitarbeiter des Slawenapostels Method von Saloniki. Nach dieser Datierung wäre die Wirkungszeit von Proculphus in Kleinpolen ab der orthodoxen Taufe der Wislanen und ihres Fürsten in den Jahren 875 bis 880 anzusetzen. Ein Taufbecken aus dieser Zeit wurde in Wiślica, einer weiteren Wislanenresidenz neben Krakau, archäologisch nachgewiesen. Seine Amtszeit würde dann in den Beginn des 10. Jahrhunderts fallen.